# متیوز
مِتِیوز (به انگلیسی: Meteos) یک بازی ویدئویی تطبیق کاشی است که توسط کیو اینترتینمنت توسعه یافته و توسط بندای در داخل ژاپن و نینتندو در خارج از ژاپن برای کنسول نینتندو دی‌اس منتشر شده‌است. این بازی در سال ۲۰۰۵ در سراسر جهان منتشر شد. بازی توسط بنیانگذار کیو اینترتینمنت تتسویا میزوگوچی تولید شده و توسط ماساهیرو ساکورای طراحی شده‌است.مِتِیوز از بازی ویدیویی Missile Command در سال ۱۹۸۰، فیلم ماتریکس (۱۹۹۹) و مجموعه تلویزیونی ۲ (۲۰۰۱–۲۰۱۰) الهام گرفته‌است.
بازیکن باید با استفاده از قلم، لوک‌های رنگی به نام «مِتِیوز» که از بالای صفحه می‌افتند را حرکت دهد. زمانی بازی تمام می‌شود که بلوک‌ها تمام صفحه را پر کنند؛ برای جلوگیری از این اتفاق، بازیکن باید سه یا چند بلوک همرنگ را به بالای صفحه پرتاب کند تا بلوک‌ها ناپدید شوند. شخصیت‌های قابل بازی شامل سی و دو بیگانه و سیارات مربوط به آنها است.
مِتِیوز در هفته اول فروش در بازار انگلستان مورد استقبال منتقدان قرار گرفت و به رتبه یک رسید. این محصول با دیگر بازی‌های معمایی مانند تتریس (۱۹۸۴) و Lumines (در سال ۲۰۰۴) مقایسه می‌شود. همچنین این بازی از چندین نشریه از جمله جایزه CESA Game Awards، جوایز و نامزدها دریافت کرد. نسخه‌های مخصوص تلفن همراه و Xbox Live Arcade به ترتیب در سال ۲۰۰۶ و ۲۰۰۸ منتشر شدند. دنباله بازی با نام Meteos: Disney Magic در سال ۲۰۰۷ برای نینتندو دی‌اس منتشر شد.